# 啓示
啓示（けいじ、 古代ギリシア語: Aποκάλυψις、英語: revelation）とは、神または超越的な存在より、真理または通常では知りえない知識・認識が開示されることをいう。天啓、神示ともいわれる。啓示によって真理が開示され、それによって信仰が成立する宗教を、「啓示宗教」と呼ぶ。
キリスト教は自ら「啓示宗教」（revealed religion）であるとする。それによれば、神自身が行為と言葉において自身を啓示しなければ、人間は神について何も知ることができない。また、人間は神をあるがままに認識することができない。そこで、神が自身の存在と性質、計画と意思について明らかにし、知識を伝達する限りにおいて、人間は神を知ることができる。自然や良心において知ることができる神知識や善悪の知識を一般啓示、特に人間の救済についての啓示を特別啓示という。特別啓示の範囲についての理解は教派によって幅があるが、一般に聖書が特別啓示であるとされる。具体的に聖書に現れる啓示の範囲については言語霊感と思想霊感などがあり、表され方としては機械霊感や有機霊感など理解の幅がある。

## 薬物などによる啓示
インドに伝わるヴェーダという聖典も、ソーマという神酒を飲んで、啓示を受けて書かれたと伝えられている。
ソーマはおそらく、ベニテングタケなどから幻覚を伴う物質を抽出したものと考えられ、古代の啓示は、薬物を使用することもあった。また、アーリア人がインドに侵入してからは、ベニテングタケなどを入手することが困難となり、ソーマのかわりに苦行や瞑想などによって、啓示を得ようとしたと考えられる。